# STS-114

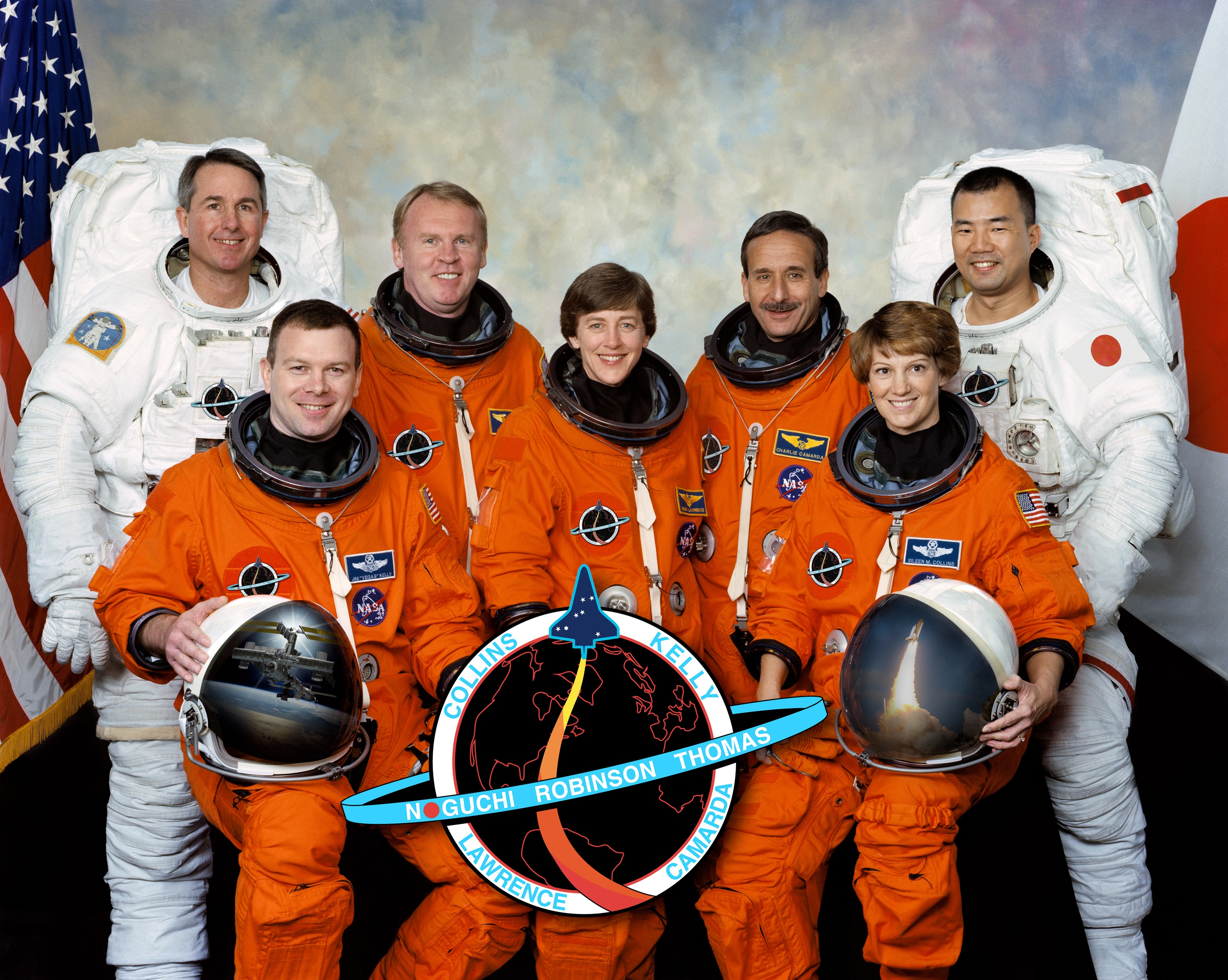
Екіпаж STS-114: Зліва направо: Ендрю Томас, Чарльз Камарда, Уенді Лоуренс, Ейлен Коллінз, Стів Робінсон, Соїті Ногуті, Джеймс Келлі

STS-114 — тридцять перший космічний політ багаторазового транспортного космічного корабля «Діскавері», 114-й політ Спейс Шаттла. Мета експедиції позначалась як «Повернення до польотів» до Міжнародної космічної станції. Це перший політ шатла після катастрофи «Колумбії» в 2003 р.

## Екіпаж
- Айлін Коллінз (4-ий політ) — командир;
- Джеймс Келлі (2) — пілот;
- Соїті Ногуті (1) — фахівець з програмою польоту;
- Стів Робінсон (3) — фахівець з програмою польоту;
- Ендрю Томас (4) — фахівець з програмою польоту;
- Уенді Лоуренс (4) — фахівець з програмою польоту;
- Чарлз Камарда (1) — фахівець з програмою польоту.

## Виходи у відкритий космос
- Вихід 1 — «Робінсон і Ногуті»
- Мета: випробування нового обладнання, призначеного для ремонту теплозахисного покриття шатла
- Початок: 30 липня 2005 — 5:46 EDT
- Закінчення: 30 липня — 12:36 EDT
- Тривалість: 6 годин 50 хвилин

- Вихід 2 — «Робінсон і Ногуті»
- Мета: заміна гіроскопа орієнтації МКС, що вийшов з ладу
- Початок: 1 серпня 2005 — 4:42 EDT
- Закінчення: 1 серпня — 11:56 EDT
- Тривалість 7 годин 04 хвилини

- Вихід 3 — «Робінсон і Ногуті»
- Мета: установка на поверхні МКС платформи (полиці), на якій будуть закріплюватися запасні частини для МКС; установка радіоаматорського супутника PCSAT2; ремонтні роботи на днищі «Діскавері»
- Початок: 3 серпня 2005 — 4:48 EDT
- Закінчення: 3 серпня — 10:49 EDT
- Тривалість: 6 годин 01 хвилин

## Опис польоту
Завдання експедиції:
- Перевірка нових систем безпеки шатла;
- Доставка продовольства і води для екіпажу МКС;
- Перевірка можливості ремонту пошкодження теплового захисту крил шатлів;
- Заміна гіродіна, що вийшов з ладу, і установка зовнішньої складської платформи ESP−2 на шлюзову камеру «Квест».

Відео піни, що відлітає від паливного бака шатла

«Діскавері» доставив на МКС близько 8240 кг вантажів у багатоцільовому вантажному модулі «Раффаелло» і повернув з МКС на Землю близько 8956 кг відпрацьованих матеріалів.
За результатами обстеження «Діскавері» на орбіті було виявлено близько 25 пошкоджень («сколів») термозахисту корабля. За заявою НАСА нормою є за один старт 145–150 сколів.
Спочатку планувалося, що «Діскавері» проведе в космосі близько 12 діб. Одна доба була додана для завершення всіх запланованих робіт, і дата приземлення була перенесена на 7 серпня. Однак унаслідок поганих метеоумов на місці приземлення (мис Канаверал) дата приземлення була перенесена ще на добу.
8 серпня «Діскавері» успішно приземлився на базі ВВС США «Едвардс».

## Галерея

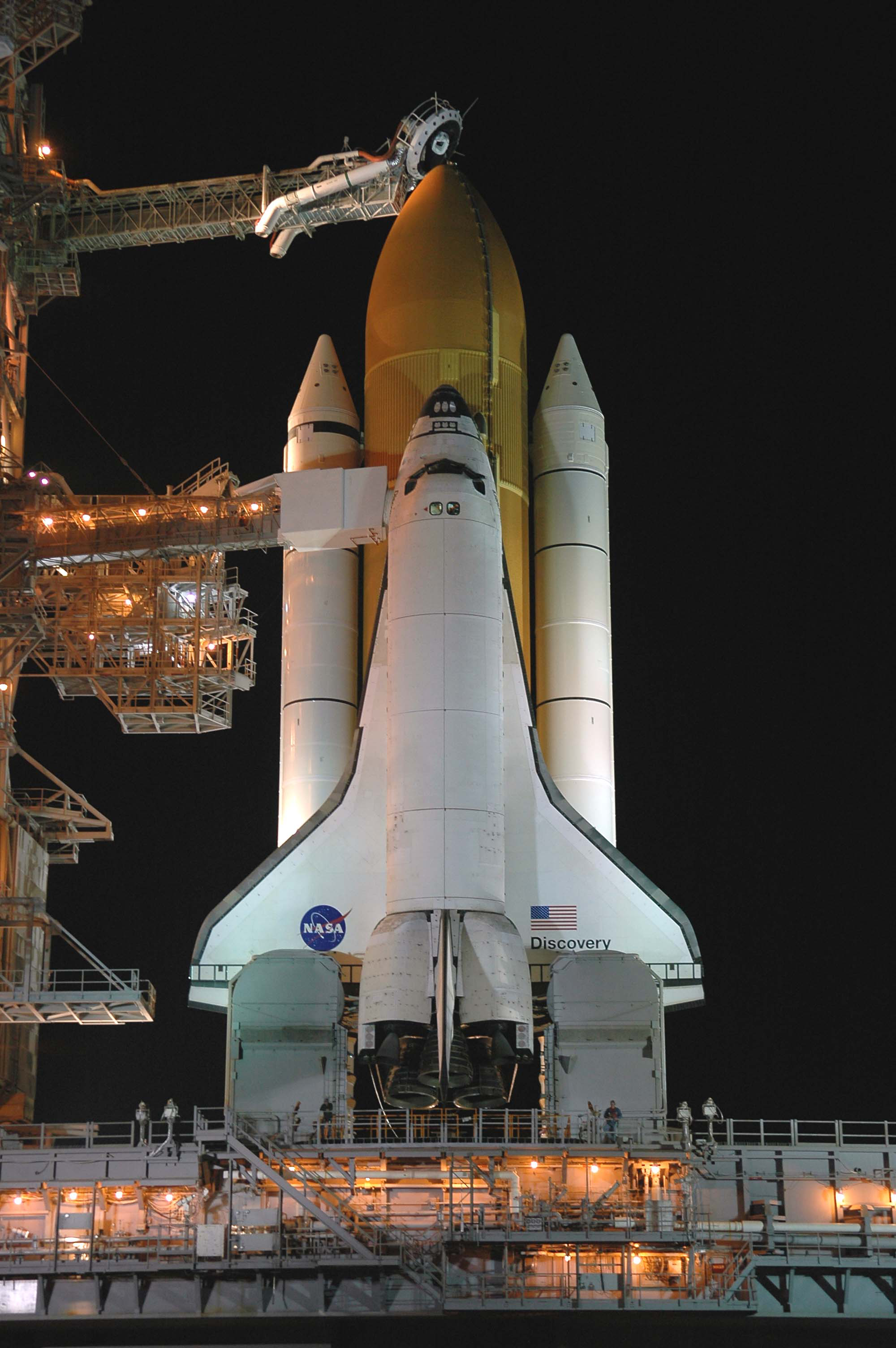
Липень 2005. «Діскавері» перед стартом.
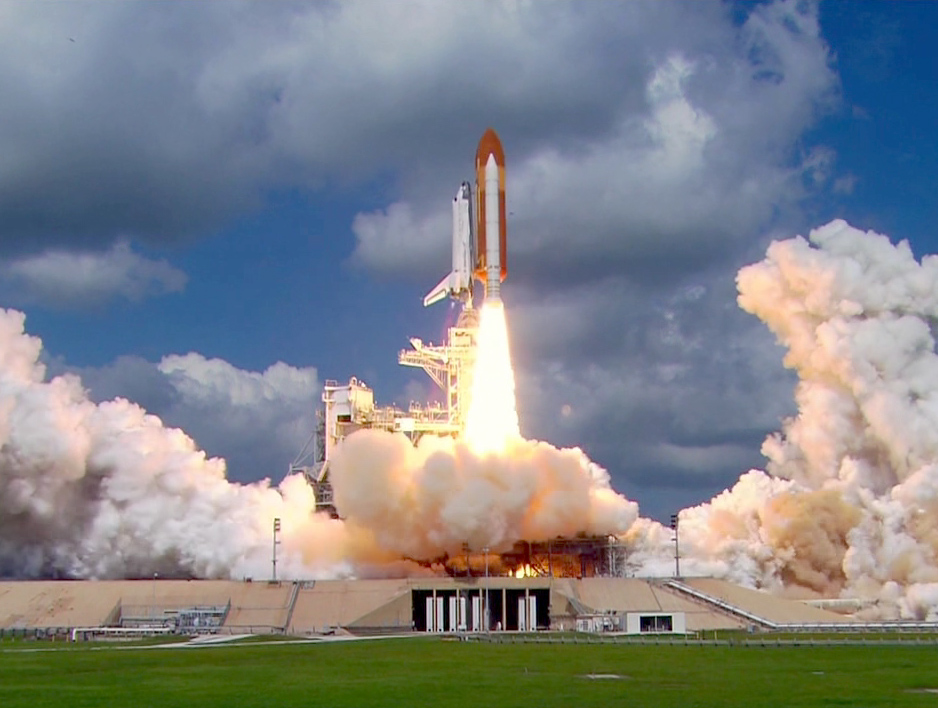
Шаттл «Діскавері» злітає з майданчика в Космічному центрі Кеннеді, штат Флорида, 10:39 ранку, 26 липня 2005
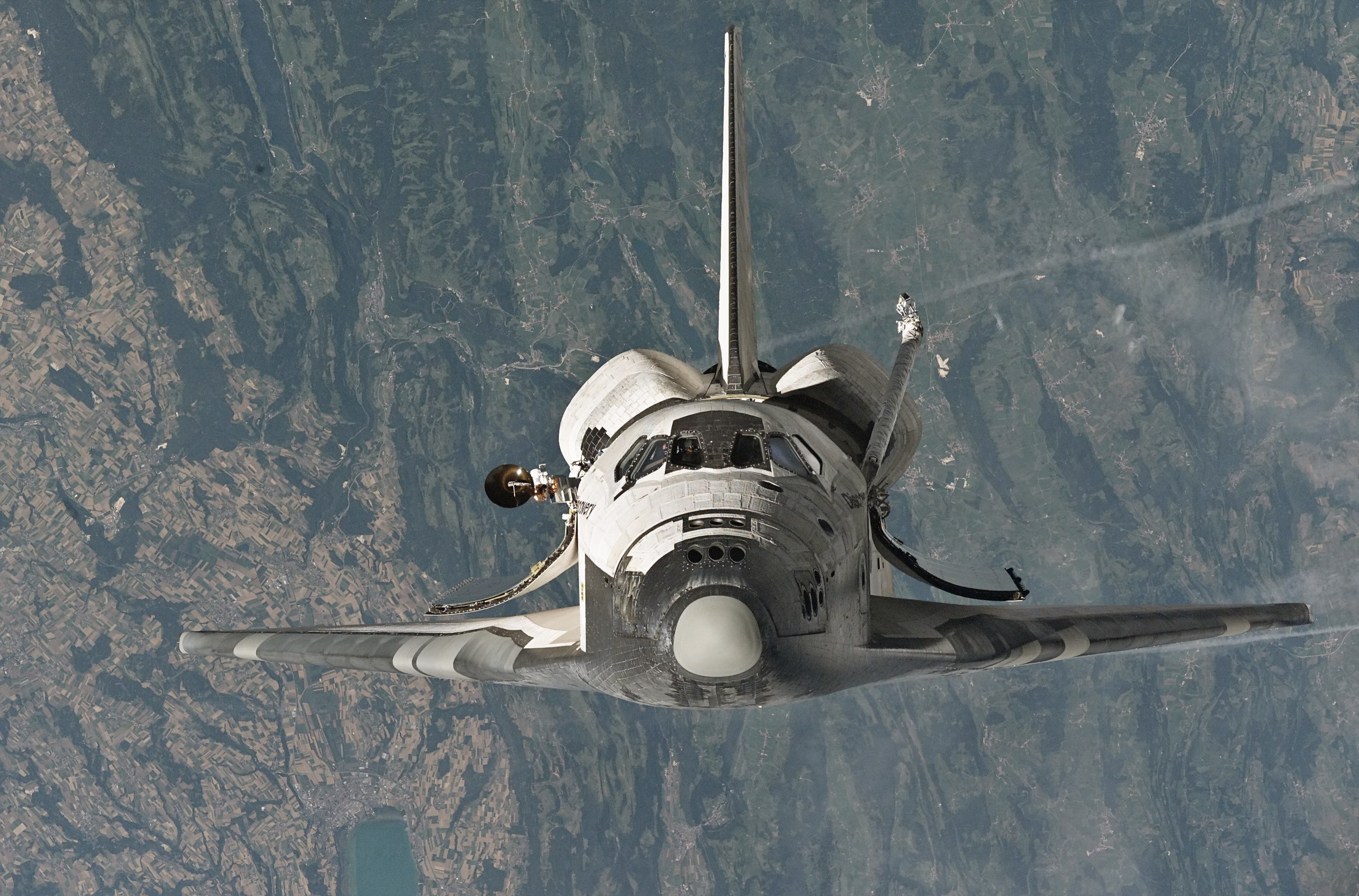
Знімка шатла з Міжнародної космічної станції.
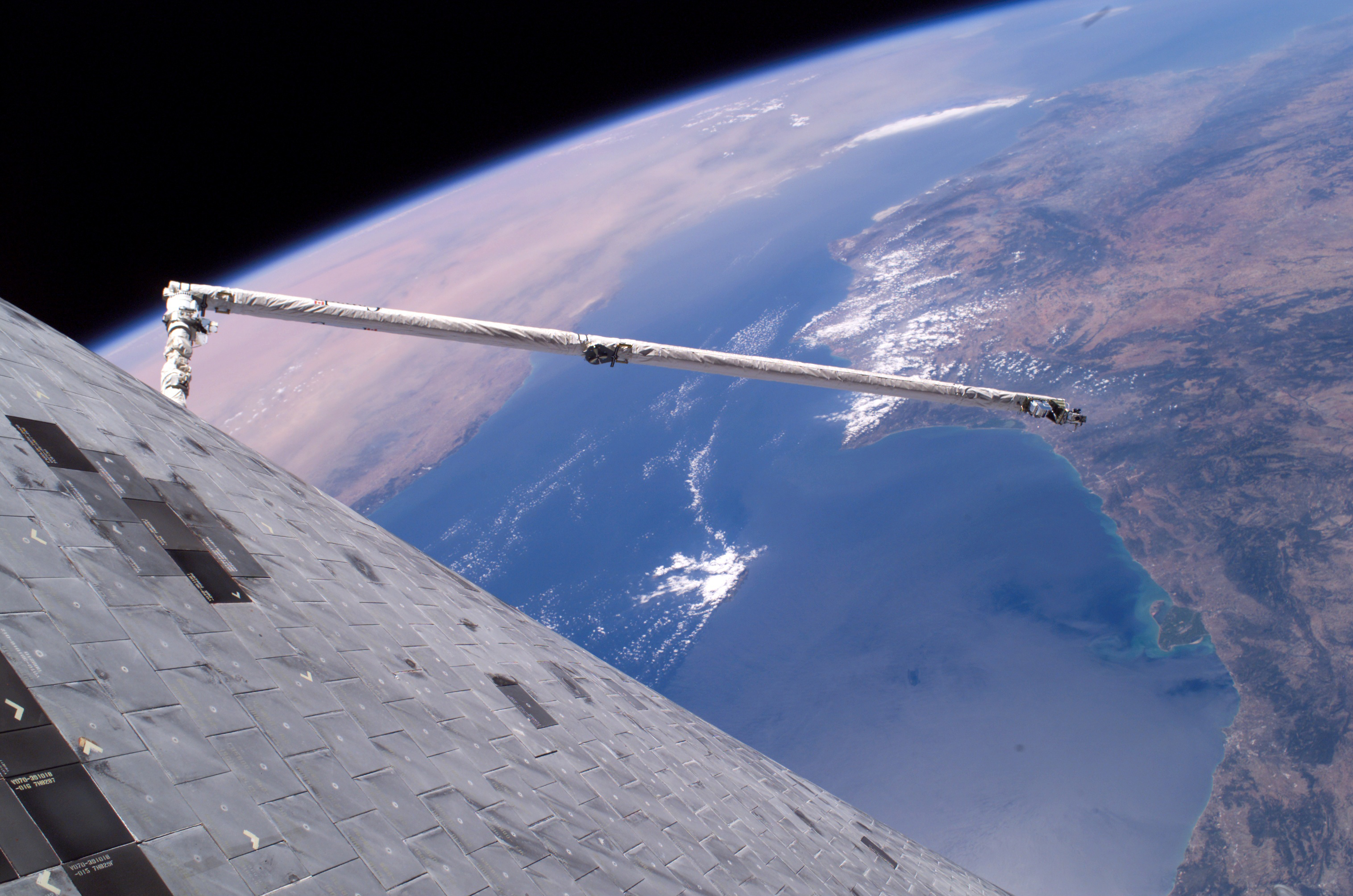
Нижня частина «Діскавері», що летить над Землею, перший подібний знімок
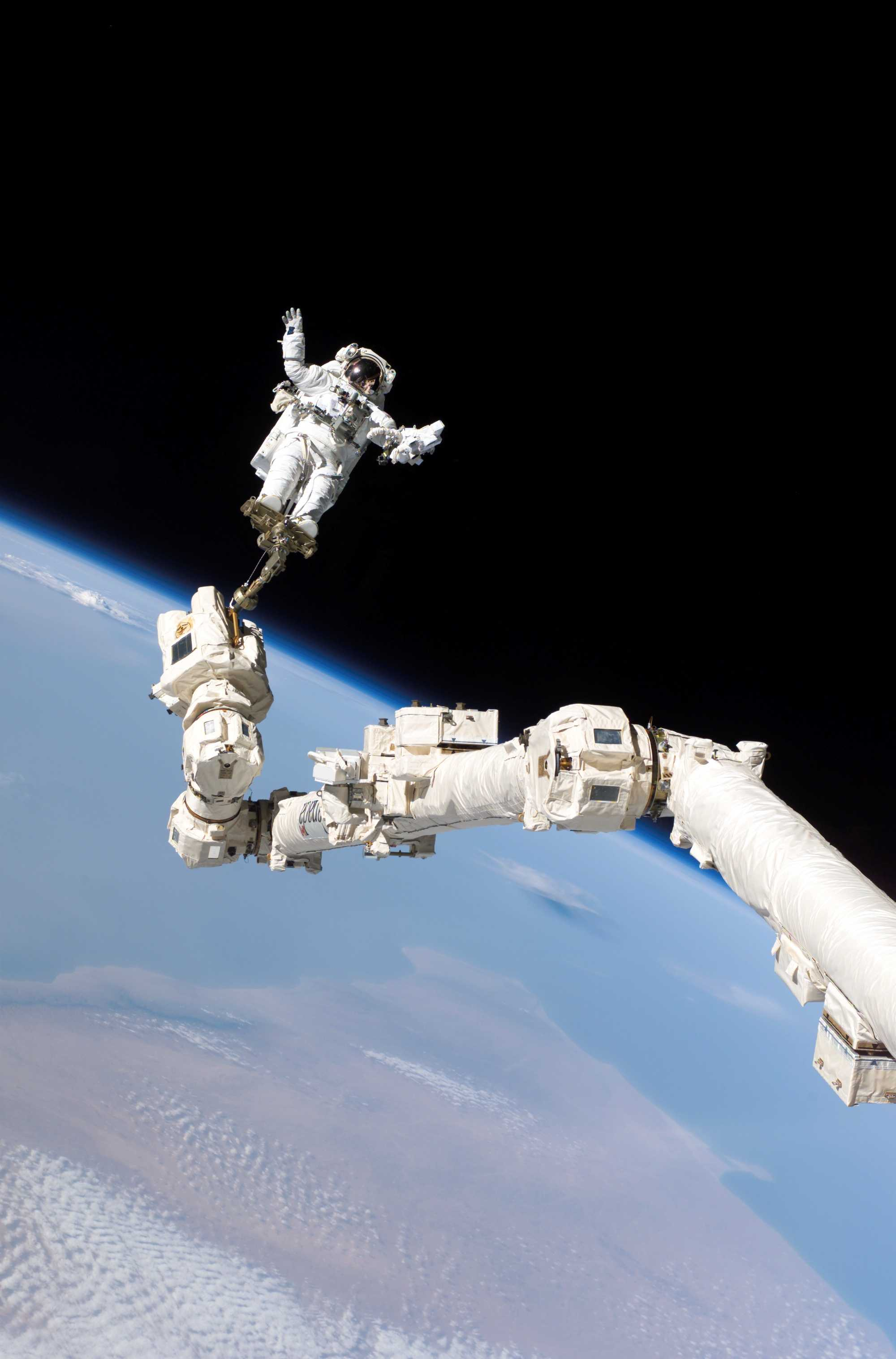
Стівен Робінсон у третьому виході у відкритий космос
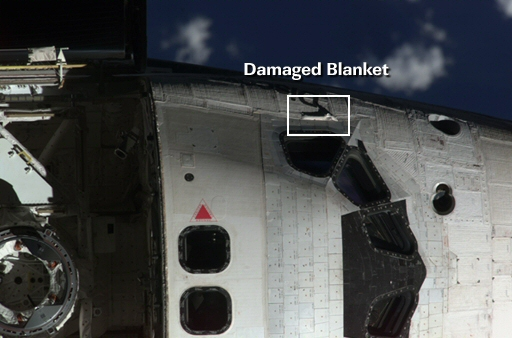
Пошкодження теплозахисної ковдри
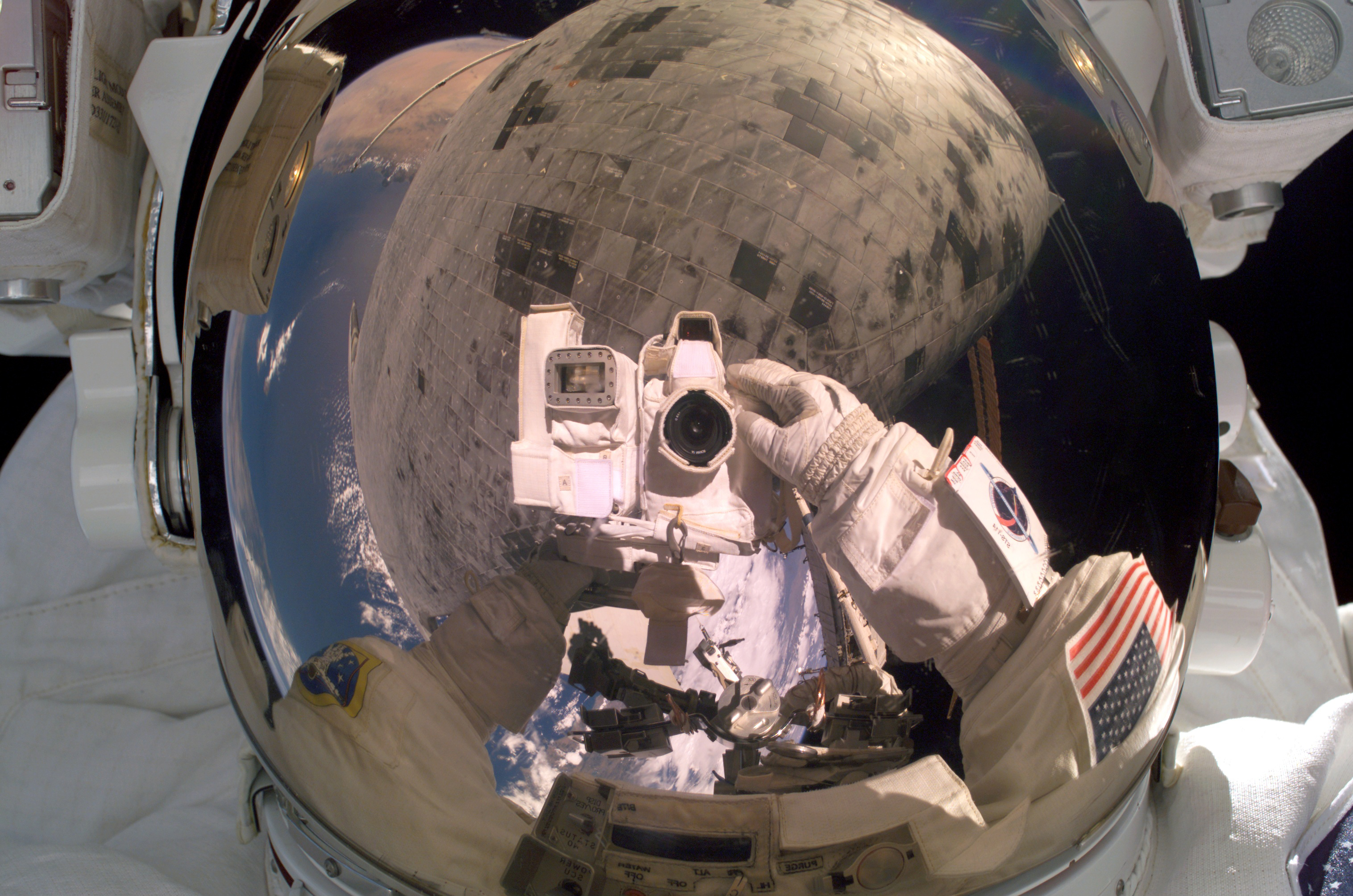
Стів Робінсон знімає себе, повернувши камеру під час роботи в космосі
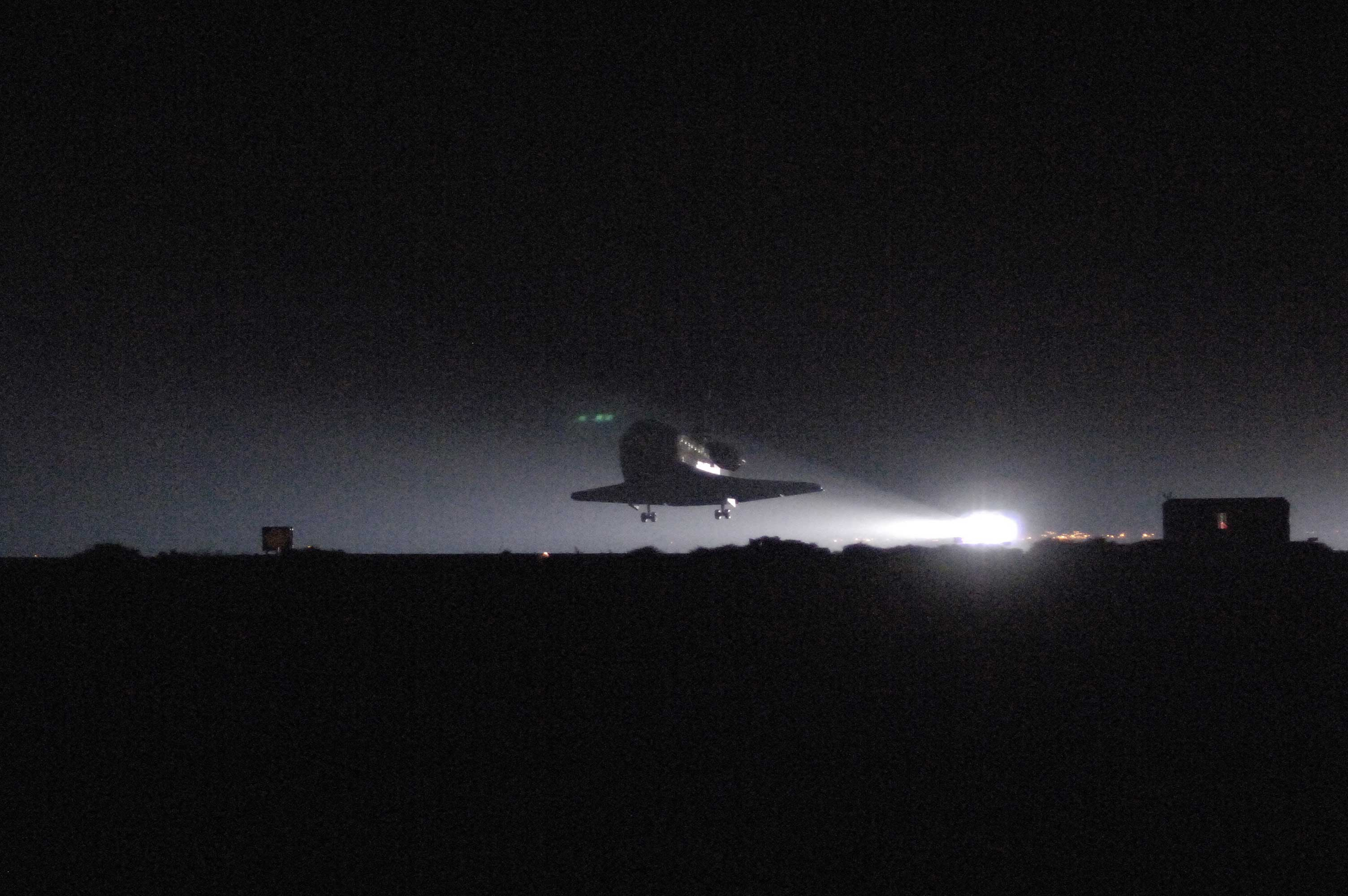
9 серпня 2005. Приземлення «Діскавері».